# Afterglow

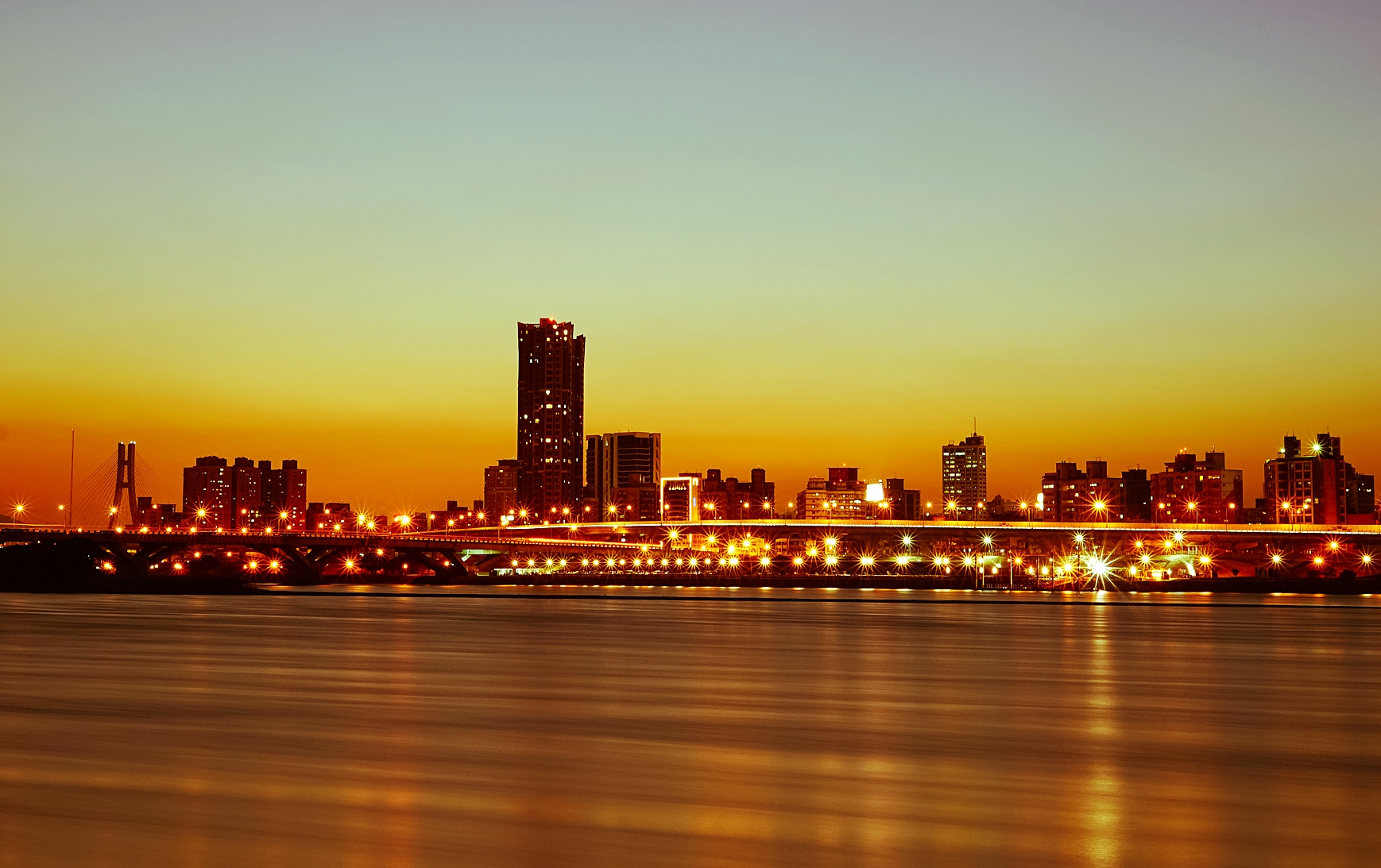
Afterglow trên bến Dadaocheng ở Đài Bắc, Đài Loan

Afterglow là một vầng ánh sáng có màu trắng hoặc hồng nhạt dạng vòm trên bầu trời, do ánh sáng mặt trời bị tán xạ bởi các hạt mịn như bụi lơ lửng trong không khí lúc mặt trời lặn. Một vầng afterglow có thể xuất hiện khá lâu sau khi mặt trời lặn phía trên những tầng mây cao nhất trong giờ chạng vạng mờ dần, hoặc bị phản chiếu bởi những bãi tuyết cao ở những vùng núi. Các hạt mịn tạo ra hiệu ứng tán xạ trên các bộ phận cấu thành của ánh sáng trắng. Vầng ánh sáng tương tự afterglow nhưng xảy ra trước lúc mặt trời mọc được gọi là foreglow.
Alpenglow thực sự là vầng ánh sáng đỏ hồng xảy ra rất lâu sau khi mặt trời lặn hoặc rất lâu trước khi mặt trời mọc, do sự tán xạ ngược của ánh sáng mặt trời đỏ bởi các aerosol và các hạt bụi mịn thấp trong khí quyển. Sau khi mặt trời lặn, alpenglow cũng là một dạng afterglow ở phía đối diện được gây ra bởi sự chiếu sáng không trực tiếp của các hạt khí quyển bởi ánh sáng mặt trời khi nó bị khúc xạ và phân tán trong bầu khí quyển của Trái Đất. Vành đai sao Kim là dạng gần giống với alpenglow nhưng nó được gây ra bởi sự tán xạ ngược bởi các hạt mịn và aerosol ở trên cao hơn.
Trong các loại ánh sáng hợp thành ánh sáng mặt trời, các ánh sáng mang năng lượng cao và tần số cao sẽ bị tán xạ nhiều nhất, vì thế các ánh sáng mang năng lượng thấp và tần số thấp còn lại mới có thể đến được người quan sát trên đường chân trời lúc chạng vạng. Sự tán xạ ngược trong khí quyển tiếp tục biến các ánh sáng này thành màu hồng nhạt hoặc đỏ nhạt. Afterglow rõ rệt nhất ở phía gần Mặt Trời nhất, nó càng mờ dần khi càng xa Mặt Trời và khi trời càng tối, các đám mây phản chiếu nó được gọi là ráng. Khoảng thời gian này trong ngày mà hiện tượng này xảy ra được gọi là giờ xanh và được các phần lớn nhiếp ảnh gia và họa sĩ trân trọng, bởi vì nó mang đến những khung cảnh ngoạn mục.
Hiệu ứng này vẫn tồn tại cho đến khi bóng của Trái Đất (đường chạng vạng) vượt qua bầu trời phía trên người quan sát khi màn đêm buông xuống và các ngôi sao xuất hiện; với sao Kim (thiên thể sáng thứ hai sau Mặt trăng trên bầu trời đêm) khi đó có thể nhìn thấy phía trên đường chân trời, đối diện với Vành đai sao Kim ở xung quanh điểm đối nhật.

Sau vụ phun trào núi lửa Krakatoa năm 1883, một loạt hình ảnh ráng hoàng hôn đỏ rực đáng chú ý đã xuất hiện trên toàn thế giới. Một lượng lớn bụi cực kỳ mịn đã bị thổi bay lên một độ cao lớn bởi vụ nổ của núi lửa, và sau đó chúng được khuếch tán toàn cầu bởi những cơn gió trong khí quyển cao. Bức tranh của Edvard Munch The Scream có thể mô tả một afterglow xuất hiện trong giai đoạn này.

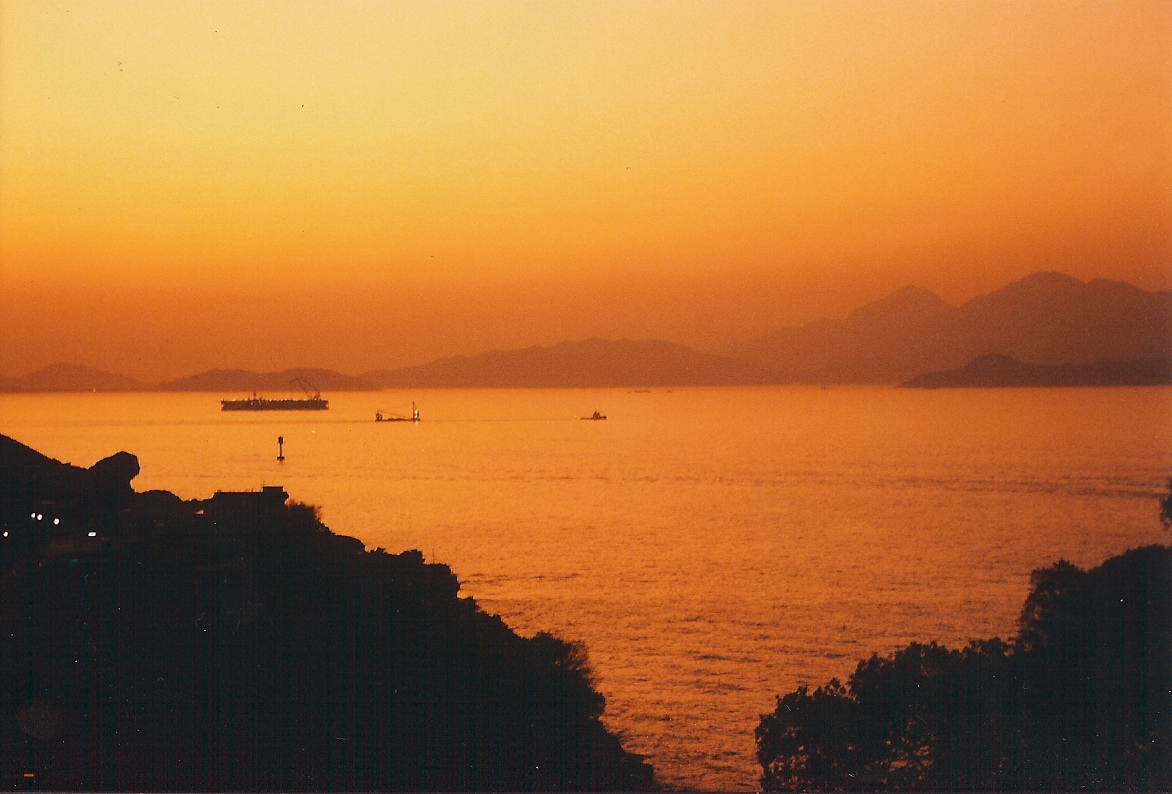
Mặt Trời lặn ở Hồng Kông sau vụ phun trào núi Pinatubo năm 1991
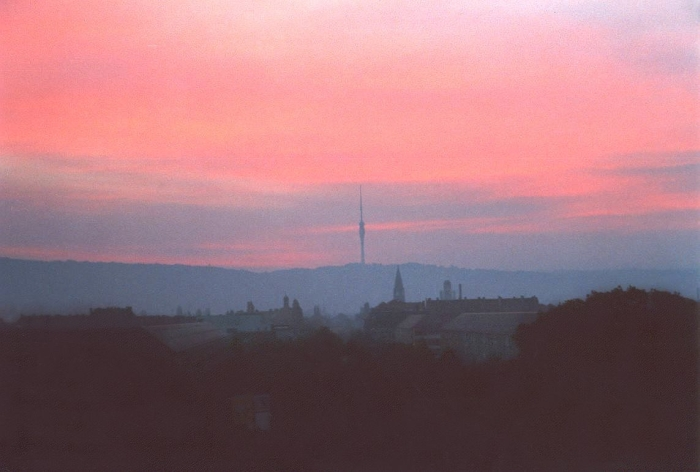
Afterglow ở Dresden, Sachsen, Đức
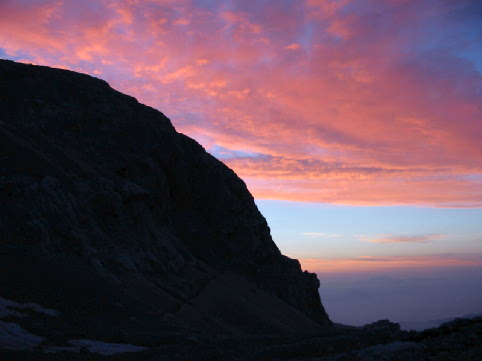
Một vầng afterglow ở vùng núi của người Slovenia, gần Thung lũng hồ Triglav
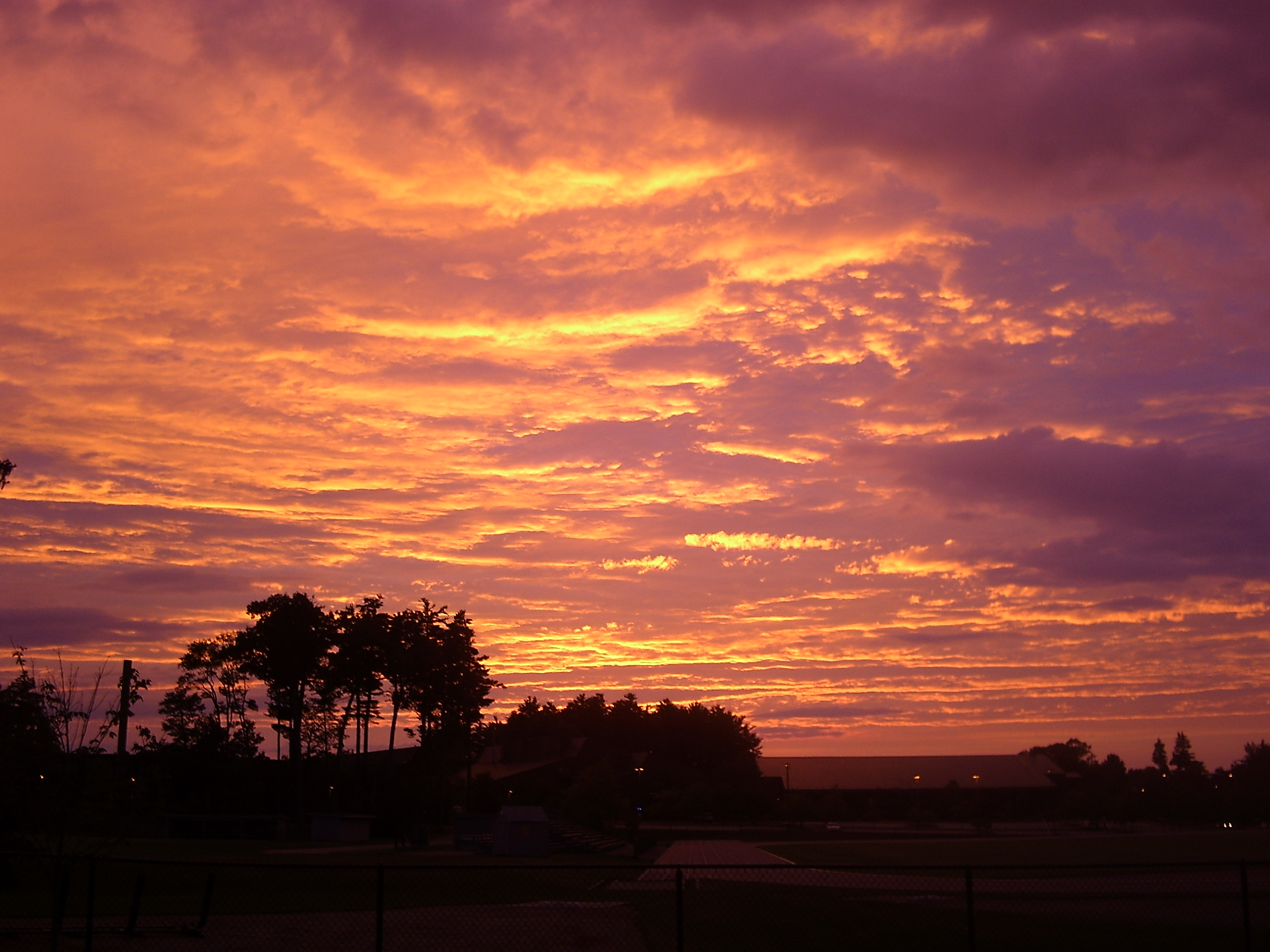
Mặt Trời lặn trên đường đua Bates College ở Lewiston, Maine.
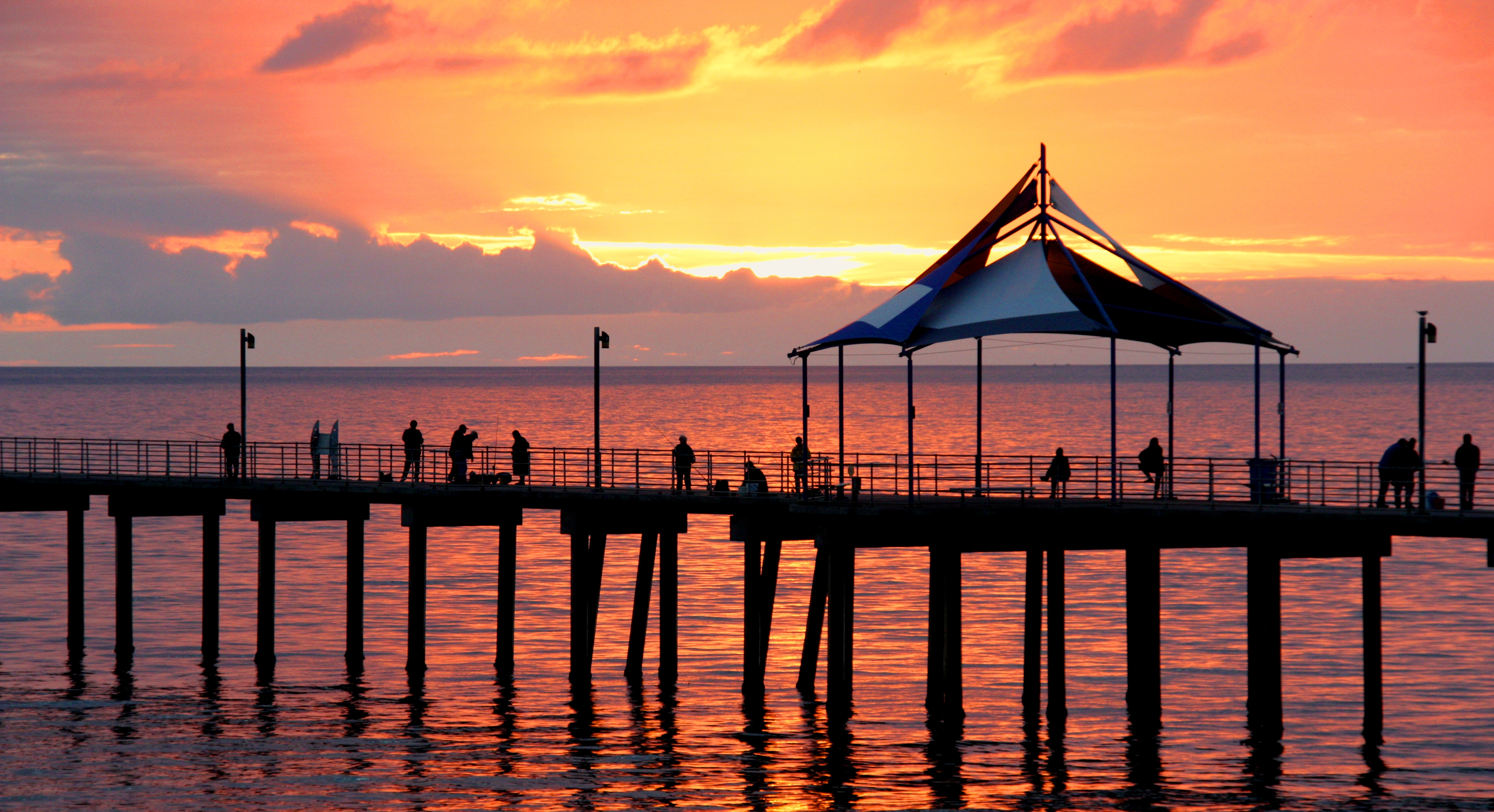
Một vầng afterglow tại một bến tàu ở Úc
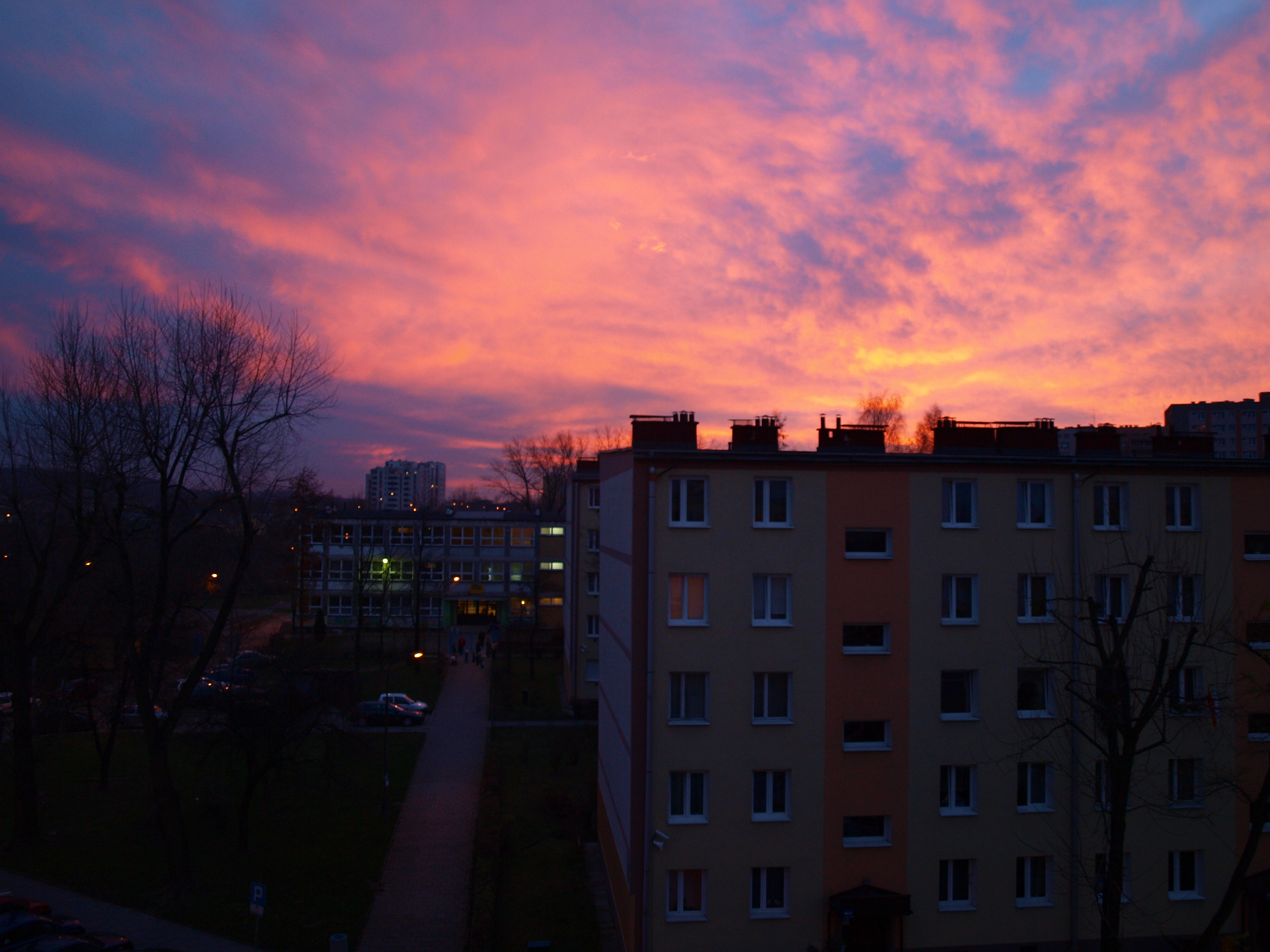
Một vầng afterglow trên một khu nhà ở Krakow